# Гилязов, Аяз Мирсаидович
Ая́з Мирсаи́дович Гиля́зов (тат. Аяз Гыйләҗев; 1928—2002) — татарский, советский и российский писатель. Народный писатель Республики Татарстан (1993), лауреат Государственной премии Татарской АССР имени Габдуллы Тукая.

## Биография
Аяз Гилязов родился 17 января 1928 года в селе Чукмарлы (ныне в Сармановском районе Татарстана), в семье учителя. Детство провёл в деревне Верхний Багряж (Заинский район).
Получил неполное среднее образование в местной школе. Вернулся в родной район, где окончил Сармановскую среднюю школу. В 1948 году поступил в Казанский государственный университет.
В 1950 году был арестован и сослан в карагандинский лагерь, где находился пять лет. В 1955 году был реабилитирован.
После освобождения вернулся в Казань и продолжил учёбу. Через полтора года начал сотрудничать с журналами «Чаян» и «Азат хатын». Стал редактором отдела прозы журнала «Совет эдэбияты» (сейчас «Казан утлары»).
В 1963 году окончил Высшие литературные курсы при Союзе писателей СССР. Писал рассказы, очерки, фельетоны, статьи. Позднее излюбленным жанром Гилязова стала повесть.
Скончался 13 марта 2002 года.

### Личная жизнь
Женился в 1950-х годах. Супруга — Накия Ильгаметдиновна. Имеет троих сыновей. Часто с гордостью говорил: «Кто ещё из писателей для татарского народа вырастил таких троих сыновей?» .
- Первенец Искандер родился 31 августа 1958 года. Окончил историко-филологический факультет того же университета, что и его отец[2]. Возглавил кафедру истории татарского народа КГУ. В последнее время занимается изучением истории татарской диаспоры и эмиграции XIX—XX вв.[3] Женат, имеет двух дочерей, Галию и Миляушу.
- Мансур Гилязов стал драматургом, пишет киносценарии. Имеет также специальность архитектора. Имеет троих детей — Зифа, Муса, Арман[4].
- Младший сын, Гилязов Рашат Аязович, занимается предпринимательством и имеет троих сыновей.

## Литературная деятельность
Писать Аяз Гилязов начал ещё в университете. Активно стал заниматься литературной деятельностью после освобождения из лагерей. Он публиковал в журналах рассказы, очерки, фельетоны, статьи. В 1958 году написал свою первую повесть «Их было четверо».
Начиная с 1950-х годов его пьесы стали появляться на сцене театра рядом с произведениями его современников X. Вахитова, Ш. Хусаинова, И. Юзеева, Д. Валеева, Т. Минуллина, H. Фаттаха.
Интересовался произведениями молодых писателей. Давал положительную оценку повести Разиля Валеева «Собачье сердце».
В повести «Взлетел петух на плетень» Гилязов снова исследует духовное состояние современной татарской деревни, подчёркивая своеобразие национальной психологии и с горечью осознавая, что корысть, зависть, жадность, погоня за материальными благами проникли и в жизнь деревни и сознание её жителей.
Главным прототипом в его произведениях был он сам, в судьбе положительных героев отражена и его судьба. Естественно, литературные герои, зачастую, образы собирательные. Но всё же, большей частью, писал о своей судьбе.
Тема сталинских лагерей раскрывается в рассказе «Давайте помолимся», а также у его современников, Ибрагима Салахова («Колымские рассказы»), Факиля Сафина («Обманчивый рассвет»).

Несмотря на то, что при жизни Аяз Гилязов имел хорошее отношение со стороны власти — у него была и Тукаевская премия, и Госпремия Российской Федерации, и звание народного писателя, о многом он не мог тогда говорить открыто в силу объективных причин.
В 2000-х годах друг семьи Гилязовых, ныне член Союза писателей Татарстана, Фатих Кутлу, перевёл повесть «Три аршина земли» на турецкий язык. Кутлу работал над переводом ещё одной повести Аяза Мирсаидовича — «В пятницу вечером».
После смерти писателя осталось много неопубликованных писем, как личных, так и профессиональных. Права на публикацию он завещал своей жене Гилязовой Накие Ильгаметдиновне.
Похоронен на Татарском кладбище в Казани.

## Избранные произведения
- «Их было четверо» (1958)
- «Три аршина земли» (1963)
- «Жемчужина Зая» (1963)
- «В середине» (1969)
- «За околицами луга зелёные» (1970)
- «Сумерки» (1971)
- «Весенние караваны» (1972)
- «Диляра» (1973)
- «Любовь и ненависть» (1976)
- «Потерянный день» (1976)
- «В пятницу вечером» (1980)
- «Взлетел петух на плетень» (1981)
- «В чьих руках топор?» (1989)

## Награды и звания
- заслуженный деятель искусств ТАССР (1978 — за заслуги в области литературы и искусства)
- Государственная премия Татарской АССР имени Габдуллы Тукая (1983 — за повести «В пятницу вечером» и «Взлетел петух на плетень»)
- заслуженный деятель искусств РСФСР (1985)
- Государственная премия РСФСР имени М. Горького (1987 — за сборник повестей «При свете зарниц»)
- народный писатель Республики Татарстан (1993 — за большие заслуги в развитии татарской литературы)